# 土庫 (臺南市新營區)
土庫，是臺灣臺南市新營區的一個傳統地域名稱，位於該區東北半葉的東端。相較於今日行政區，其範圍大致為土庫里東半部。
本地區西北角有省道台1線經過，主要聚落為土庫。

## 歷史
台灣日治初期，土庫地區為一街庄，稱為「土庫庄」，隸屬於下茄苳南堡。該庄昔日北及東與安溪藔庄為鄰，南邊為頂窩庄，西南邊為王公廟庄，西邊為卯舍庄。
1901年（日治明治三十四年）11月11日，全台廢縣廳改設二十廳，該庄隸屬於鹽水港廳。1904年（明治三十七年）4月1日，該庄編入「安溪藔區」，隸屬於鹽水港廳。1906年（明治三十九年）4月1日，鹽水港廳內管轄區域調整，該庄仍隸屬於「安溪藔區」。1909年（明治四十二年）10月25日，全台合併二十廳為十二廳，安溪藔區改隸屬於嘉義廳。1920年（大正九年）10月1日，全台地方制度大改正，廢十二廳改設五州二廳，該庄改制為「土庫」大字，隸屬於臺南州新營郡新營庄。1933年（昭和八年）12月，新營庄升格為新營街。
戰後新營街改制為新營鎮，隸屬於臺南縣，大字亦改制為里。1950年10月25日，雲、嘉、南分治，新營鎮仍隸屬於臺南縣。1981年12月25日，新營鎮改制為新營市。2010年12月25日，臺南縣、市合併為直轄臺南市，新營市改制為新營區。

## 聚落
本地區發展較早的聚落為土庫，在日治期初期的官方地圖上已有記載。

## 交通
省道台1線又稱「縱貫公路」，是臺北至楓港的傳統平面幹道，經過本地區西北角。由該道路北行可前往後壁區、嘉義縣水上鄉、嘉義市、嘉義縣民雄鄉等地，南行可前往新營區新營市區、柳營區、六甲區、官田區等地。
市（縣）道172號是布袋至澐水的道路，經過本地區西北角，且該路段與省道台1線共線。由該道路西行獨行後繞過新營市區（北側外環道）可前往國道1號新營交流道、鹽水區、嘉義縣義竹鄉、布袋鎮，並止於布袋市區；東行獨行後可前往後壁區南部、白河區、嘉義縣中埔鄉，並止於省道台3線路口。
區道南76線是埤寮至安溪寮的道路，經過本地區主聚落。
區道南314線是新營至東山的道路，經過本地區最南端。

## 學校
- 土庫國小